# Plan 714 till Komeda
Plan 714 till Komeda är den svenska musikgruppen Komedas första EP, utgiven på North of No South Records 1995. Skivan spelades in i Tonteknik Studios med Pelle Henricsson och Eskil Lövström som producenter. Skivan var bandets sista på svenska.
2001 utgavs skivan på nytt av det amerikanska skivbolaget Minty Fresh under namnet Pop på svenska + Plan 714 till Komeda. På denna utgåva hade även, som titeln antyder, studioalbumet Pop på svenska inkluderats.

## Låtlista
Alla låtar är skrivna av Komeda (Jonas Holmberg, Marcus Holmberg, Lena Karlsson, Mattias Norlander).
1. "Fuego De La Vida" - 3:11
2. "Herbamore" - 3:04
3. "Som i fjol" - 4:51
4. "En spricka i taket" - 7:46

## Personal
- Fredrik Burstedt - stråkar
- Pelle Henricsson - producent, inspelning
- Olof Holm - stråkar
- Jonas Holmberg - medverkande musiker
- Marcus Holmberg - medverkande musiker
- Lena Karlsson - medverkande musiker
- Komeda - omslag
- Fredrik Lindström - stråkar
- Eskil Lövström - producent, inspelning
- Mattias Norlander - medverkande musiker
- Henrik Sjöberg - trumpet
- Martin Stensson - stråkar
- Magnus Åström - omslag

## Mottagande
Allmusics recensent gav skivan betyget 3/5.

### Fotnoter
1. 1 2 3  ”Plan 714 till Komeda”. Discogs.com. http://www.discogs.com/Komeda-Plan-714-Till-Komeda/release/1952323. Läst 8 maj 2012.
2. 1 2  Layne, Joshlyn. ”Plan 714 till Komeda”. Allmusic.com. http://www.allmusic.com/album/plan-714-till-r527354. Läst 8 maj 2012.